# Overkill (zespół muzyczny)
Overkill – amerykańska grupa muzyczna wykonująca thrash metal. Powstała w 1981 roku w New Providence w stanie New Jersey. Przewodzą jej wokalista Bobby "Blitz" Ellsworth oraz basista D.D. Verni, którzy pozostają jednymi członkami oryginalnego składu. Do 2014 roku formacja wydała siedemnaście albumów studyjnych.
Największą popularnością nagrania Overkill cieszyły w latach 80. XX w. Płyty Taking Over (1987), Under the Influence (1988), The Years of Decay (1989) oraz wydany w 1993 roku album I Hear Black zostały odnotowane na liście Billboard 200 w USA. Powrót zainteresowania publiczności twórczością formacji nastąpił w 2010 roku wraz z albumem Ironbound. Wydawnictwo było pierwszym albumem studyjnym grupy odnotowanym na liście Billboard 200 od siedemnastu lat. Pozytywne wyniki sprzedaży zespół odnotował również w Austrii, Szwajcarii, Francji oraz Grecji.
W 1996 roku w Polsce powstał zespół Horrorscope, którego nazwa została zainspirowana albumem Overkill o tym samym tytule z 1991 roku.

## Historia

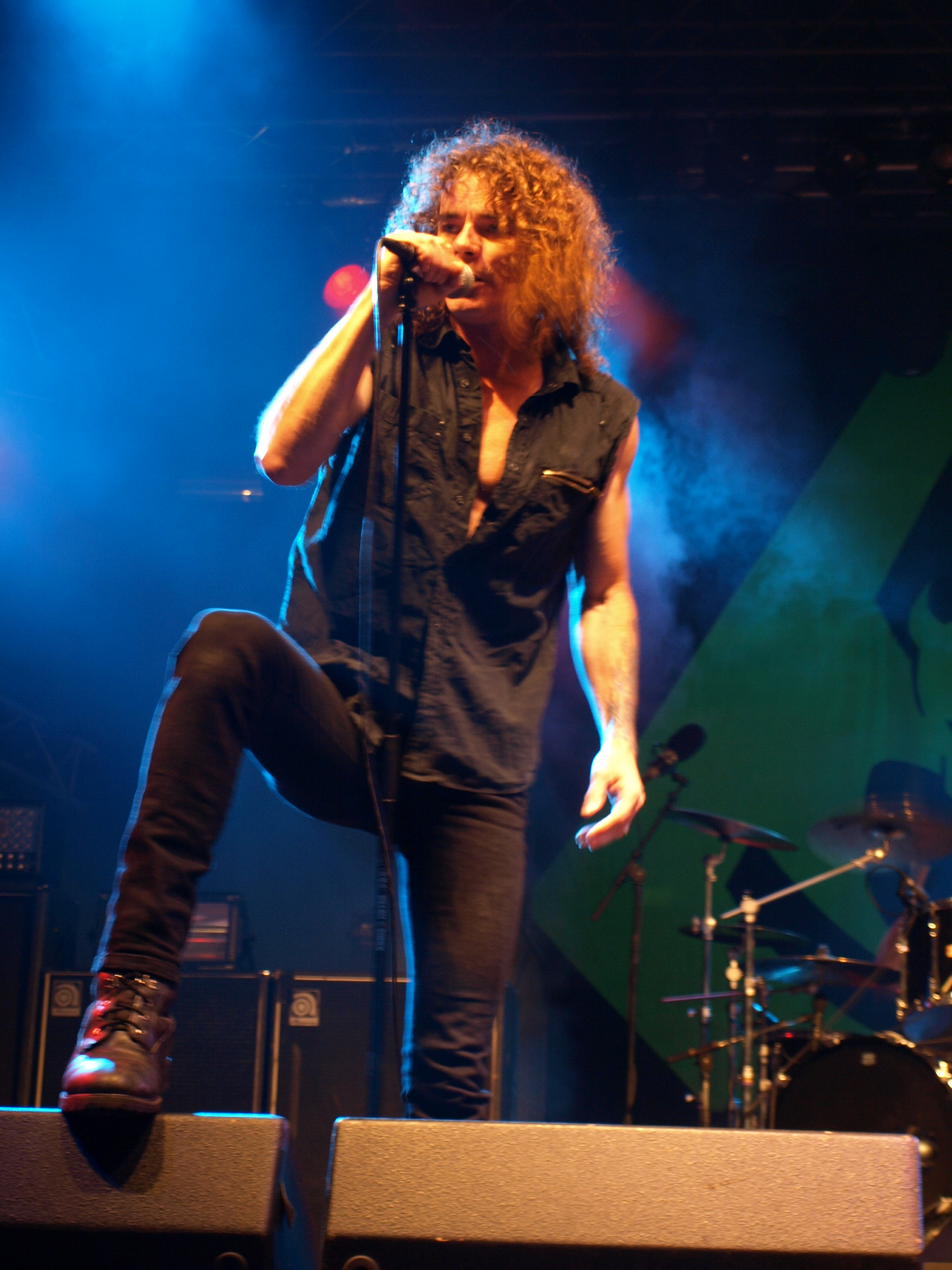
Bobby "Blitz" Ellsworth podczas koncertu na festiwalu Jalometalli w Finlandii 15 sierpnia 2008 roku

Zespół powstał w 1981 roku w New Providence w stanie New Jersey z inicjatywy D.D. Verniego oraz perkusisty Lee Kundrata znanego jako Rat Skates. Skład uzupełnili były wokalista D.O.A. - Bobby "Blitz" Ellsworth oraz gitarzysta Dan Spitz. Wkrótce potem dołączył drugi gitarzysta Rich Conte. Młody zespół występów wówczas tylko w okolicy New Providence, repertuar natomiast obejmowały głównie interpretacje utworów punk rockowych. Pierwsze nagrania formacji zostały opublikowane w 1983 roku na kasecie demo pt. Power in Black. Kaseta sprzedała się w nakładzie 1500 egzemplarzy za pośrednictwem miejscowego sklepu Rock n' Roll Heaven. Wkrótce potem muzycy podpisali kontrakt z wytwórnią muzyczną Azra Records. W 1984 roku ukazał się pierwszy minialbum grupy pt. Overkill. 15 kwietnia 1985 roku nakładem wytwórni muzycznej Megaforce Records ukazał się debiutancki album Overkill zatytułowany Feel the Fire.
W 1986 roku na kasecie VHS ukazał się split US Speed Metal Attack wraz z grupami Anthrax i Agent Steel. 1 stycznia 1987 roku nakładem Atlantic Records została wydana druga płyta formacji pt. Taking Over. Płyta dotarła do 191. miejsca listy Billboard 200 w Stanach Zjednoczonych. W ramach promocji do utworu "In Union We Stand" został zrealizowany teledysk. Obraz emitowany w programie Headbangers Ball na antenie telewizji muzycznej MTV przyczynił się do wzrostu zainteresowania zespołem.
Również w 1987 roku został wydany drugi minialbum formacji pt. !!!Fuck You!!!. 5 lipca 1988 roku został wydany trzeci album zespołu pt. Under the Influence. Płyta dotarła do 142. miejsca listy Billboard 200. W ramach promocji do utworu "Hello From The Gutter" został zrealizowany teledysk. 13 października 1989 roku ukazał się czwarty album studyjny grupy zatytułowany The Years of Decay. Po nagraniach z zespołu odszedł Bobby Gustafson. Płyta dotarła do 155. miejsca listy Billboard 200. W ramach promocji do utworu "Elimination" został zrealizowany teledysk.
3 września 1991 roku została wydana piąta płyta formacji pt. Horrorscope. W ramach promocji do utworu tytułowego został zrealizowany teledysk. W listopadzie 1991 roku na kasecie VHS ukazało się wydawnictwo Videoscope. W 1992 roku ukazał się trzeci minialbum Overkill zatytułowany Live to the Core. Również w 1992 roku ukazała się pierwsza kompilacja nagrań Overkill pt. Rotten to the Core.

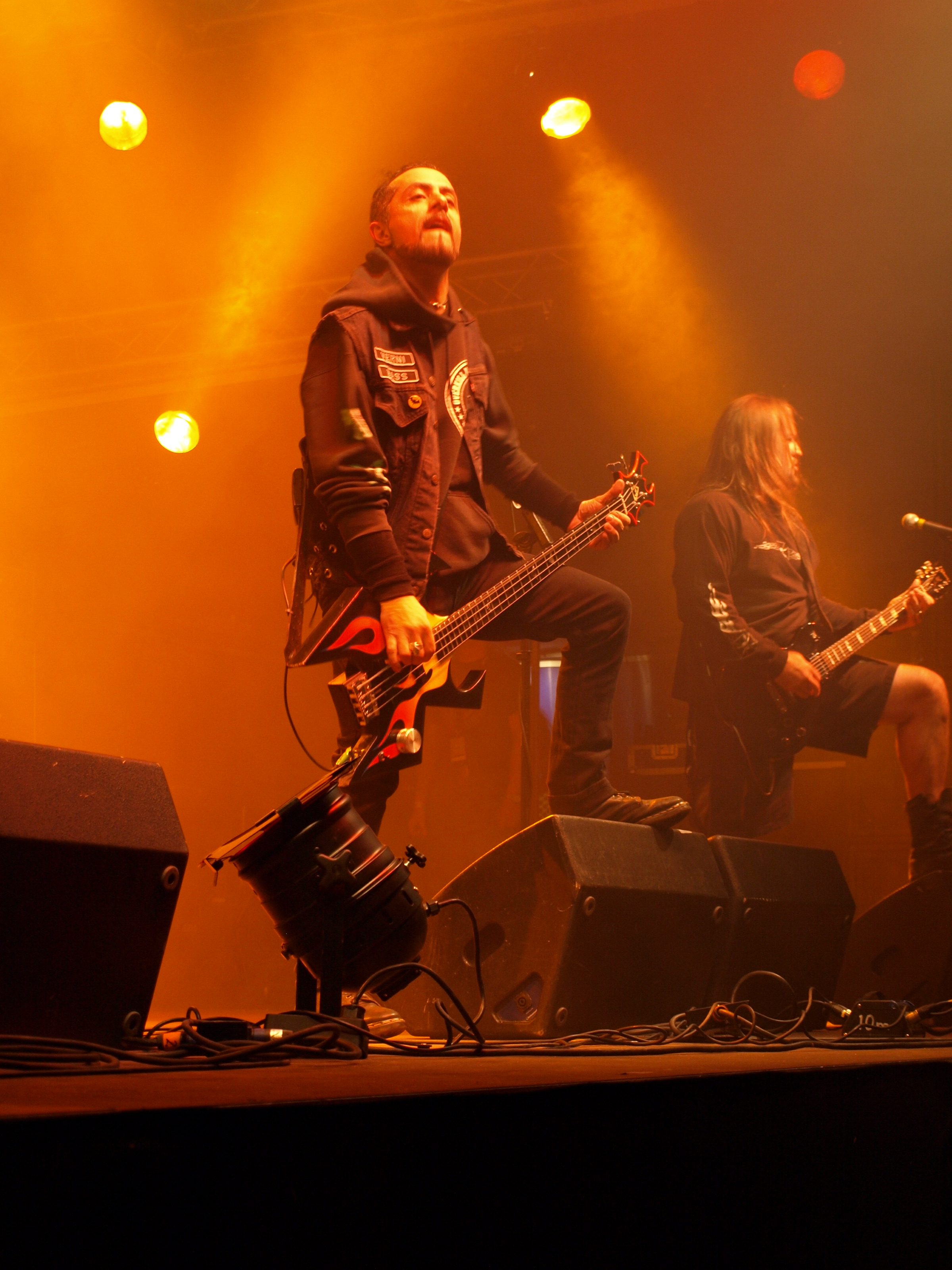
D.D. Verni podczas koncertu na festiwalu Jalometalli w Finlandii 15 sierpnia 2008 roku

9 marca 1993 roku ukazała się szósta płyta zespołu pt. I Hear Black. Płyta dotarła do 122. miejsca listy Billboard 200. W ramach promocji do utworu "Spiritual Void" został zrealizowany teledysk. 15 lipca 1994 został wydany siódmy album studyjny Overkill zatytułowany W.F.O.. Pierwszy album koncertowy Overkill pt. Wrecking Your Neck Live ukazał się w 1995 roku. Ósmy album studyjny formacji zatytułowany The Killing Kind został wydany 5 marca 1996 roku. Tego samego roku ukazała się druga kompilacja utworów zespołu pt. !!!Fuck You!!! and Then Some.
30 września 1997 roku ukazał się dziewiąty album studyjny grupy pt. From the Underground and Below. W maju 1998 roku zespół koncertował w Europie wraz z Nevermore, Jag Panzer i Angel Dust. 23 lutego 1999 roku został wydany dziesiąty album studyjny Overkill pt. Necroshine. 26 października tego samego nakładem CMC International ukazał się album Coverkill. Na wydawnictwie znalazły się interpretacje utworów z repertuaru Black Sabbath, Deep Purple, Judas Priest i Motörhead. Bobby "Blitz" Ellsworth o przyczynach realizacji tribute albumu:

Overkill powstał w 1981 roku, jako zespół, który grał wyłącznie cudze utwory. Podczas naszej pierwszej wizyty w studiu nagraniowym, zarejestrowaliśmy przeróbkę utworu "Sonic Reducer" zespołu, który się nazywał The Dead Boys i pochodził z Cleveland. Zawsze to robiliśmy, zawsze bardzo bawiło nas granie cudzych numerów, a przy okazji nagrywania każdej płyty, dla rozgrzewki, nagrywaliśmy na początek jakieś covery. Jeden z nich nagraliśmy jako bonus na japońskie wydanie którejś z płyt, inny wyłącznie dla zabawy, jeszcze inny na jakąś składankę i w końcu uzbierało się ich kilkanaście. Nigdy tak naprawdę nie wpadliśmy na pomysł nagrania płyty z przeróbkami, ale od kilkunastu lat po prostu ją nagrywaliśmy. Rok temu jadłem kolację z ludźmi z naszej wytwórni i pochwaliłem się, że mam w garażu, na jakichś starych taśmach, sporą kolekcję tego typu utworów. Pomyśleliśmy więc, że fajnie będzie je zebrać na jednym wydawnictwie. I dostać trochę kasy za coś, co i tak się zrobiło.

W lutym 2000 roku podczas koncertu Overkill w wileńskim klubie Kablys wybuchł pożar. Jednakże żaden z członków zespołu nie ucierpiał podczas zdarzenia. Wkrótce potem został wydany czwarty minialbum pt. 3 Pints From the Album Bloodletting.... 24 października tego samego roku nakładem wytwórni muzycznych Steamhammer Records i SPV GmbH została wydana jedenasta płyta Bloodletting.
W styczniu 2002 roku zespół podpisał kontrakt z wytwórnią muzyczną Spitfire Records. 27 czerwca podczas koncertu w Norymberdze wokalista Bobby "Blitz" Ellsworth doznał udaru mózgu. Ostatecznie wydarzenie okazało się niegroźne, a Ellsworth odzyskał sprawność w przeciągu kilku tygodni. W lipcu tego samego roku firma SPV GmbH wydała kompilację Hello from the Gutter. Wydawnictwo spotkało się z krytyką ze strony zespołu, który nie brał udziału w doborze kompozycji oraz nie wyraził zgody na jego wydanie. Członkowie Overkill w swym komunikacie namawiali fanów nie kupowali wydawnictwa. 19 listopada nakładem Spitfire Records ukazało się pierwsze wydawnictwo DVD formacji pt. Wrecking Everything - Live. Na płycie znalazł się koncert Overkill z marca 2002 roku w Asbury Park New Jersey. Występ został również wydany na płycie CD o tym samym tytule.

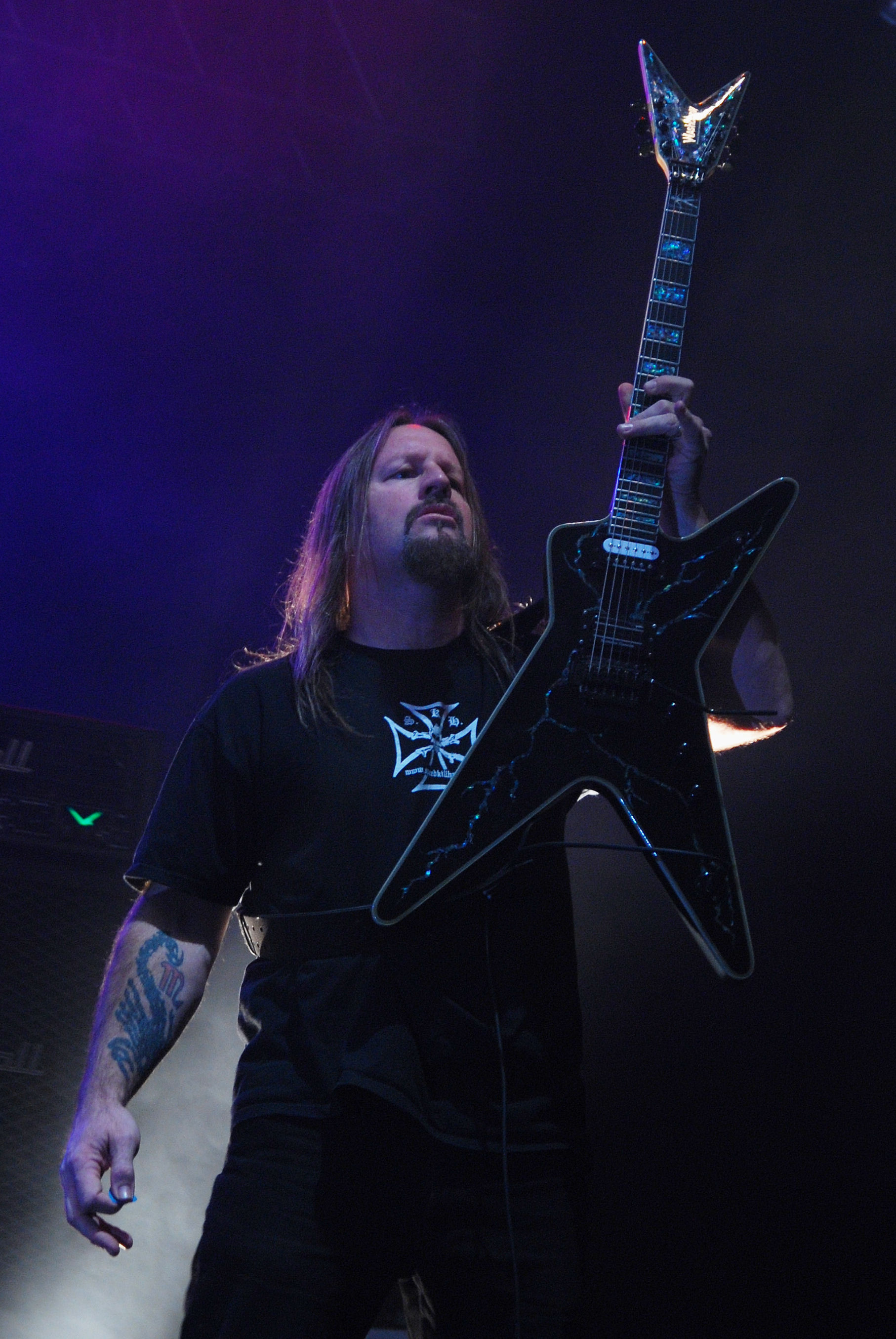
Dave Linsk podczas koncertu na festiwalu Metalmania w katowickim Spodku 8 marca 2008 roku

25 marca 2003 roku ukazał się dwunasty album studyjny Overkill pt. Killbox 13. Kompozycje zostały zarejestrowane w Gear Recording Studio we współpracy z producentem muzycznym Colinem Richardsonem. Płyta była promowana podczas europejskiej trasy koncertowej podczas której muzycy odwiedzili m.in. Turcję, Grecję, Hiszpanię i Francję. We wrześniu 2004 grupa odbyła japońską trasę Thrash Domination. W koncertach wzięły ponadto udział formacje Testament, Death Angel i Flotsam and Jetsam. Z kolei 29 października wraz z Overkill gościnnie zagrał ówczesny perkusista Dream Theater – Mike Portnoy. Również w październiku grupa podpisała kontrakt z wytwórnią muzyczną Regain Records.
W lutym 2005 roku firma Megaforce Records wydała reedycje !!!Fuck You!!! and Then Some i Feel the Fire. Trzynasty album studyjny zespołu pt. ReliXIV został wydany 22 marca. W Stanach Zjednoczonych płytę wydała firma Spitfire Records, natomiast w Europie Regain Records. Nagrania zostały zarejestrowane w Gear Recording. Produkcji kompozycji podjął się sam zespół. Wkrótce po nagraniach zespół opuścił perkusista Tim Mallare. Zastąpił go występujący niegdyś w formacji Hades - Ron Lipnicki. 17 listopada tego samego roku ukazała się piąta kompilacja kompozycji Overkill pt. Devil by the Tail. W lutym następnego roku Overkill wystąpił w USA wraz z formacją Prong. Z kolei pod koniec roku zespół wziął udział w objazdowym festiwalu Gigantour kierowanym przez Davea Mustaine'a, lidera Megadeth. W trasie uczestniczyły ponadto takie zespoły jak: Lamb of God, Arch Enemy i Opeth.
9 października 2007 roku ukazał się czternasty album formacji pt. Immortalis. Płyta została wydana nakładem wytwórni muzycznej Bodog Music należącej do Jonny’ego i Marshy Zazula, niegdyś właścicieli firmy Megaforce Records. W przeciągu tygodnia od dnia premiery w Stanach Zjednoczonych album sprzedał się w nakładzie 2 800 egzemplarzy. W ramach promocji do utworu "Skull And Bones" został zrealizowany teledysk, który wyreżyserował Kevin Custer. Gościnnie w kompozycji zaśpiewał wokalista formacji Lamb of God – Randy Blythe. W listopadzie 2007 roku zespół odbył trasę koncertową w Niemczech poprzedzając brytyjską formację Motörhead.
5 lutego 2008 ukazało się drugie wydawnictwo DVD formacji pt. Live at Wacken Open Air 2007. Na płycie został wydany koncert zrealizowany podczas Wacken Open Air w 2007 roku. Muzycy przed czterdziestotysięczną publicznością zaprezentowali m.in. takie utwory jak: "Walk Through Fire", "Rotten to the Core", "Elimination", "Fuck You", "In Union We Stand", "Necroshine", "Skull and Bones", "Old School" oraz "Wrecking Crew". 8 marca tego samego roku grupa wystąpiła na festiwalu Metalmania w katowickim Spodku. Ponadto w pierwszy kwartale 2008 roku muzycy dali szereg koncertów w Europie. Podczas występów w Rosji i na Ukrainie Overill poprzedzała norweska grupa Enslaved. Z kolei we wrześniu i w październiku Overkill odbył amerykańską trasę koncertową wraz z Toxic Holocaust i Warbringer. Na przełomie lutego i marca 2009 roku Overkill odbył trasę koncertową Immortalis Europian Tour 2009. Koncerty amerykanów poprzedzały zespoły Metal Church i Torture Squad. 29 stycznia 2010 roku nakładem wytwórni muzycznej Nuclear Blast ukazał się piętnasty album studyjny grupy zatytułowany Ironbound. Płyta dotarła do 192. miejsca listy Billboard 200. W ramach promocji do utworu "Bring Me The Night" został zrealizowany teledysk, którego reżyserii podjął się ponownie Kevin Custer.

## Muzycy

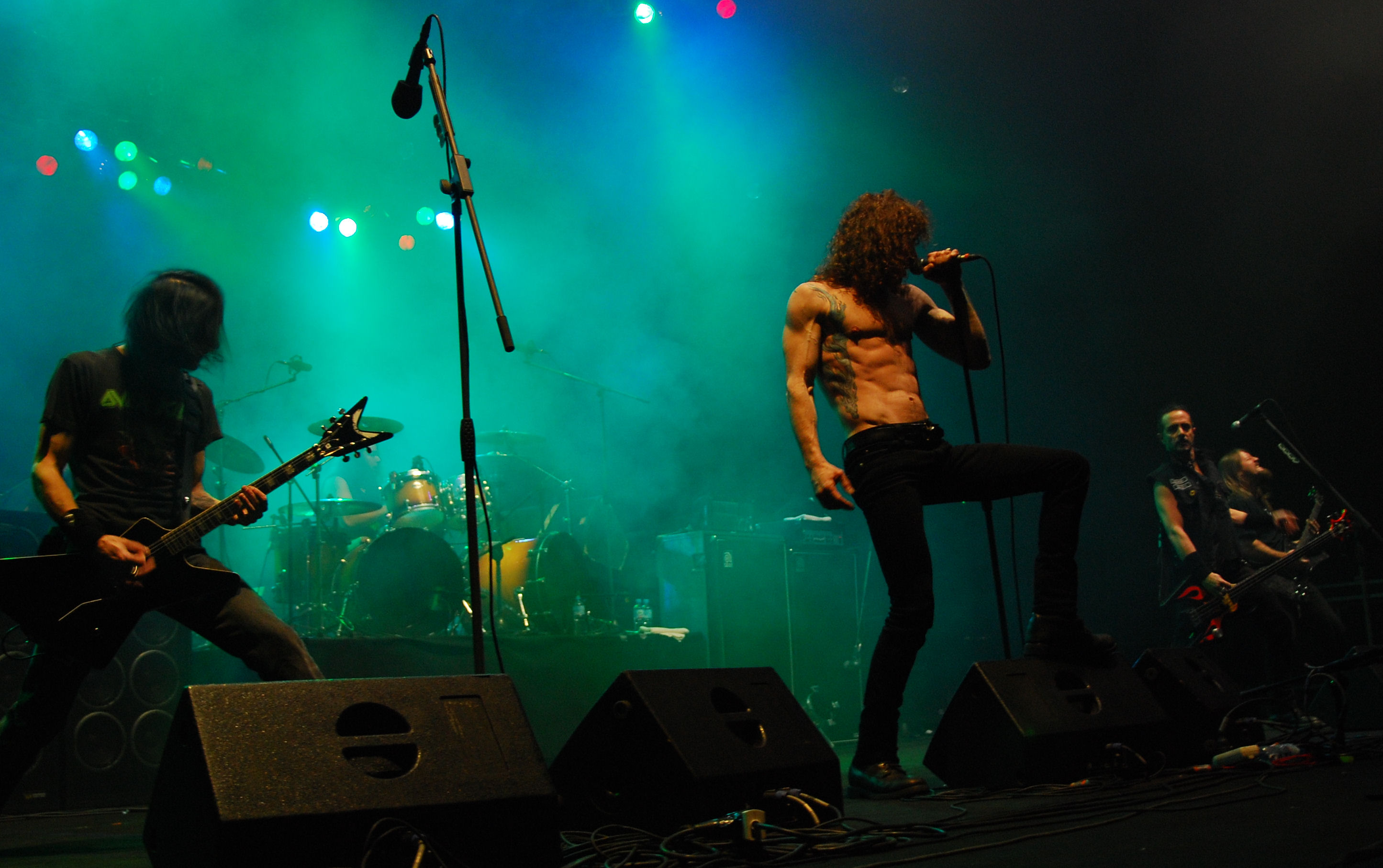
Overkill podczas koncertu na festiwalu Metalmania w katowickim Spodku 8 marca 2008 roku

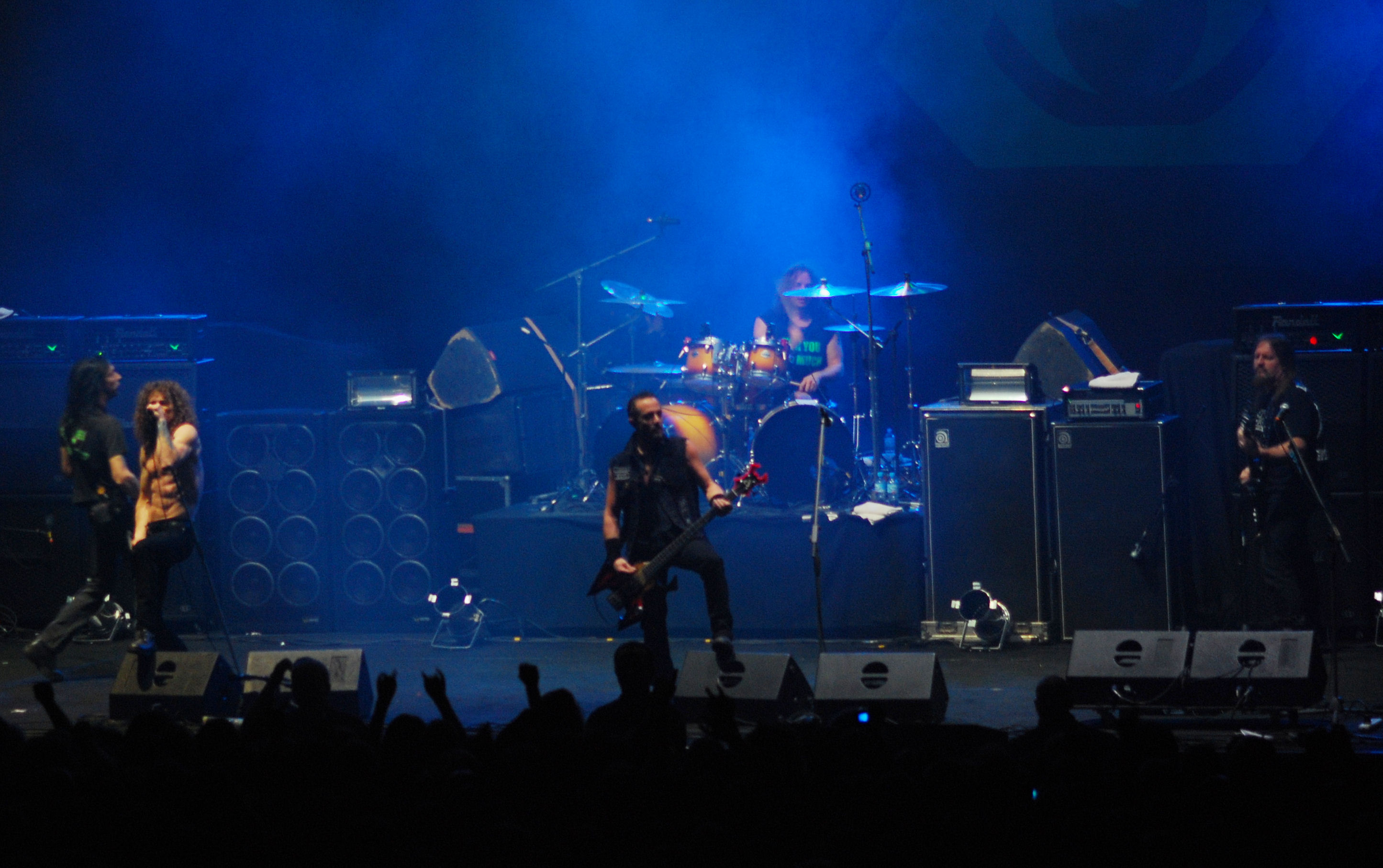
Overkill podczas koncertu na festiwalu Metalmania w katowickim Spodku 8 marca 2008 roku

Opracowano na podstawie materiału źródłowego.
| Obecny skład zespołu - Bobby "Blitz" Ellsworth – wokal prowadzący (od 1981) - D.D. Verni – gitara basowa, wokal wspierający (od 1981) - Dave Linsk – gitara elektryczna (od 1999) - Derek "The Skull" Tailer – gitara elektryczna, wokal wspierający (od 2001) - Jason Bittner – perkusja (od 2017) Muzycy koncertowi - Joe Comeau – gitara (2001) - Derek "The Skull" Tailer – gitara basowa (2001) - Eddy Garcia – perkusja (2012, 2016) - Mike Portnoy – perkusja (2004) - Waldemar Sorychta – gitara elektryczna (2016) |  | Byli członkowie zespołu - Robert "Riff Thunder" Pisarek – gitara elektryczna (1981) - Dan Spitz – gitara elektryczna (1981) - Anthony Ammendolo – gitara elektryczna (1981) - Rich Conte – gitara elektryczna (1981–1982) - Mike Sherry – gitara elektryczna (1981–1982) - Joe – gitara elektryczna (1982) - Bobby Gustafson – gitara elektryczna (1982–1990) - Rob Cannavino – gitara elektryczna (1990-1995) - Merritt Gant – gitara elektryczna (1990-1995) - Joe Comeau – gitara elektryczna, wokal wspierający (1995–1999, 2001) - Sebastian Marino – gitara elektryczna (1995–2000) - Lee "Rat Skates" Kundrat – perkusja (1981–1987) - Mark Archibole – perkusja (1987) - Bob "Sid" Falck – perkusja (1987–1992) - Tim Mallare – perkusja (1992-2005) - Ron Lipnicki – perkusja (2005-2017) |

## Dyskografia

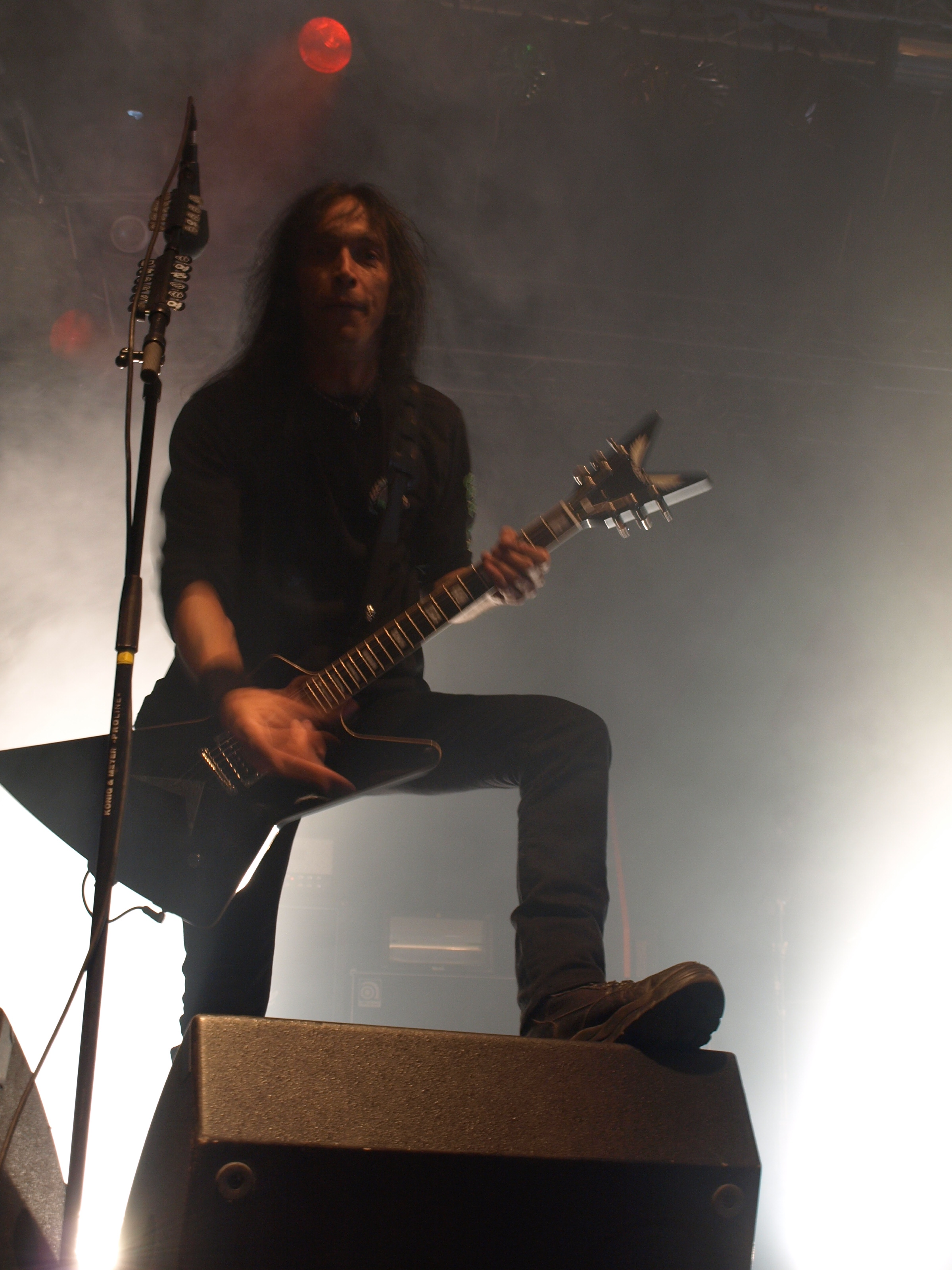
Derek "The Skull" Tailer podczas koncertu na festiwalu Jalometalli w Finlandii 15 sierpnia 2008 roku

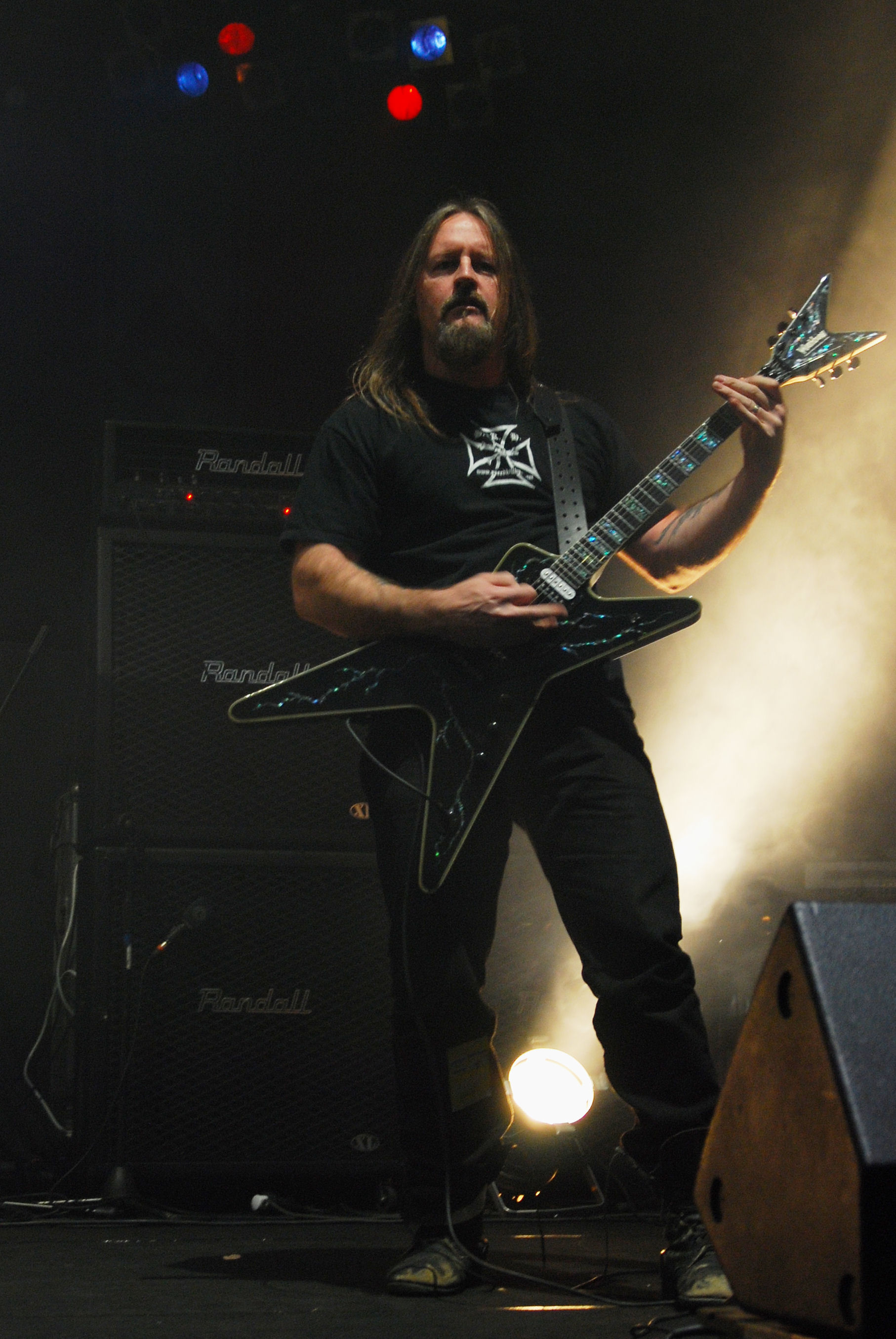
Dave Linsk podczas koncertu na festiwalu Metalmania w katowickim Spodku 8 marca 2008 roku

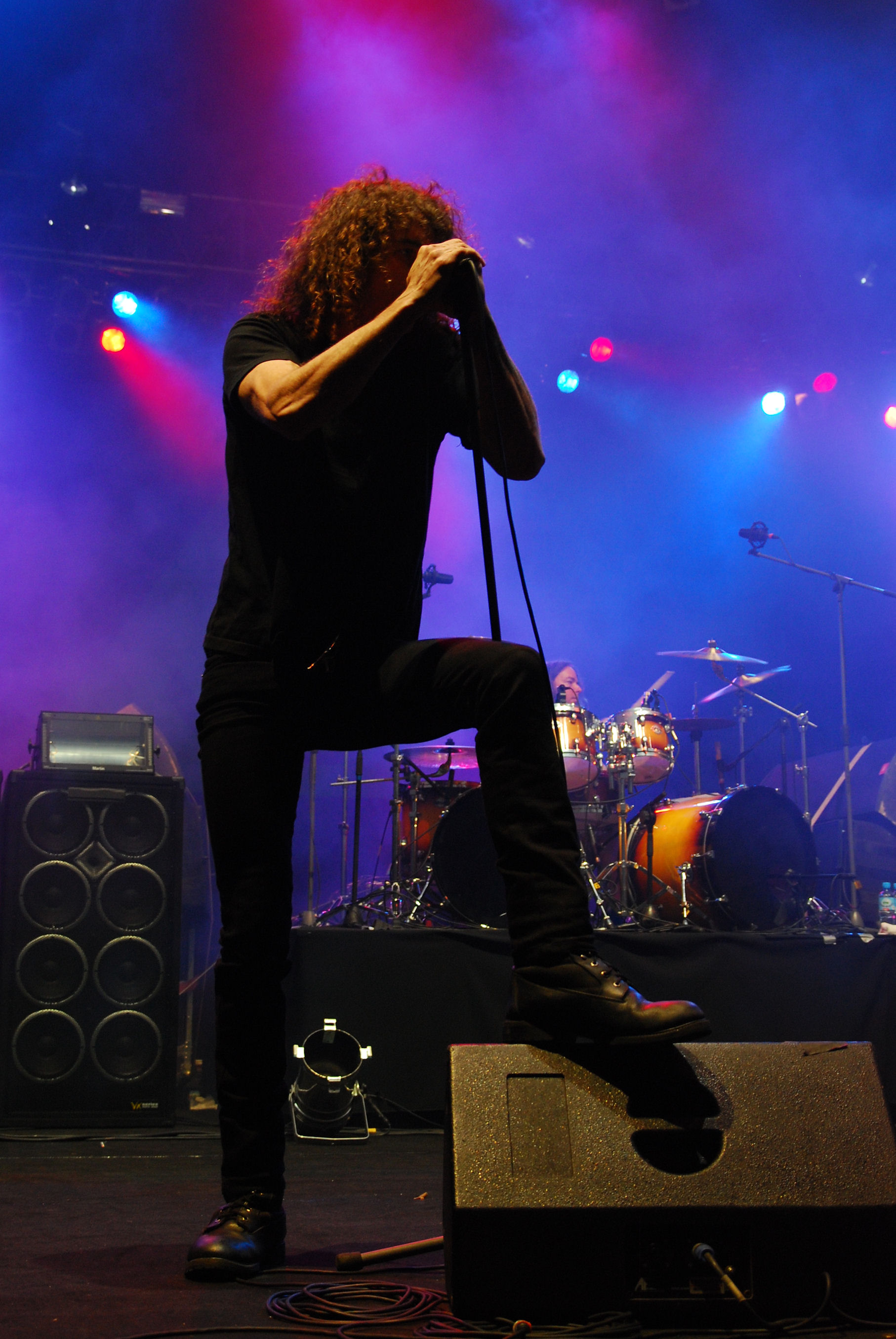
Bobby "Blitz" Ellsworth podczas koncertu na festiwalu Metalmania w katowickim Spodku 8 marca 2008 roku

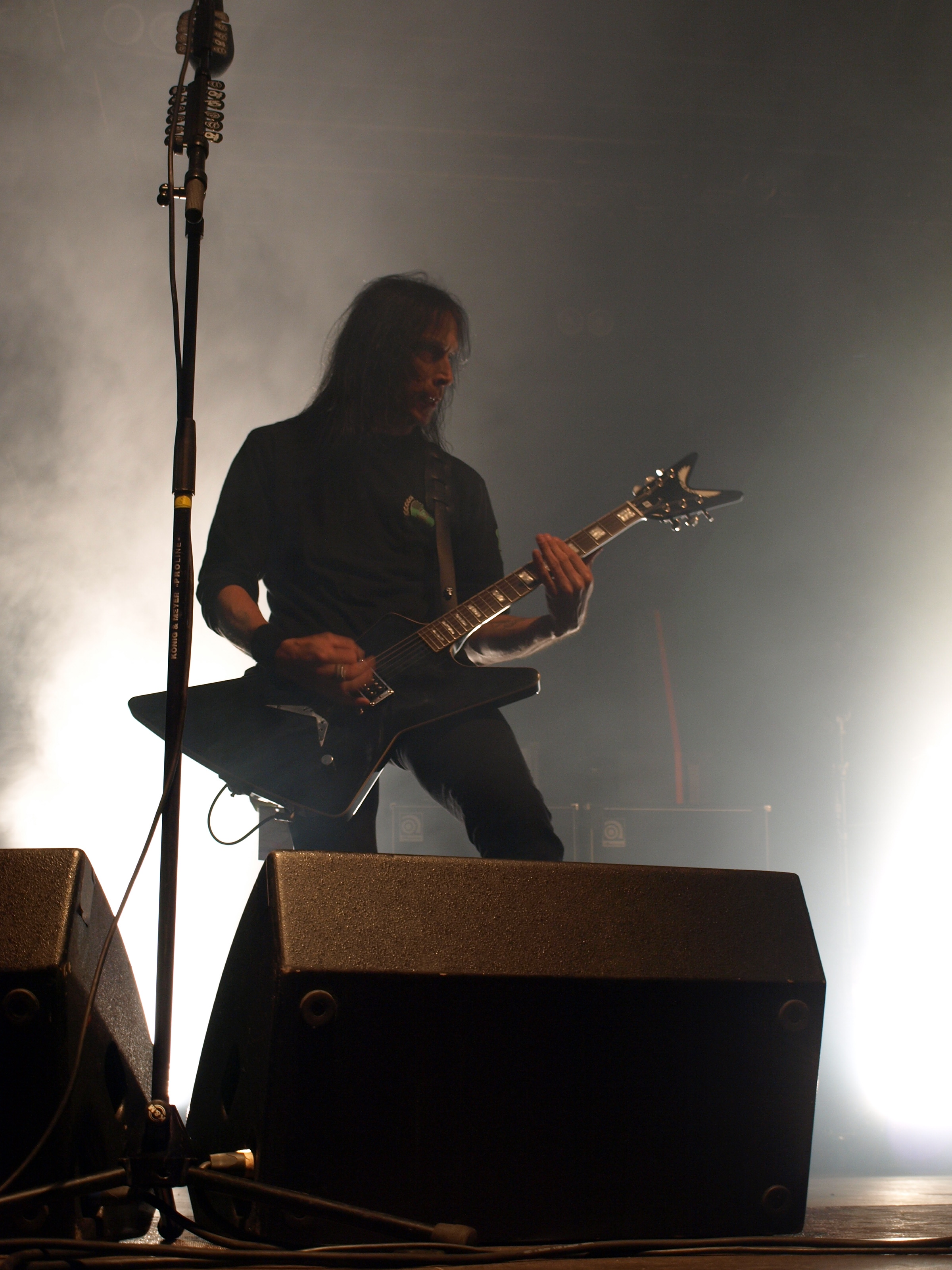
Derek "The Skull" Tailer podczas koncertu na festiwalu Jalometalli w Finlandii 15 sierpnia 2008 roku

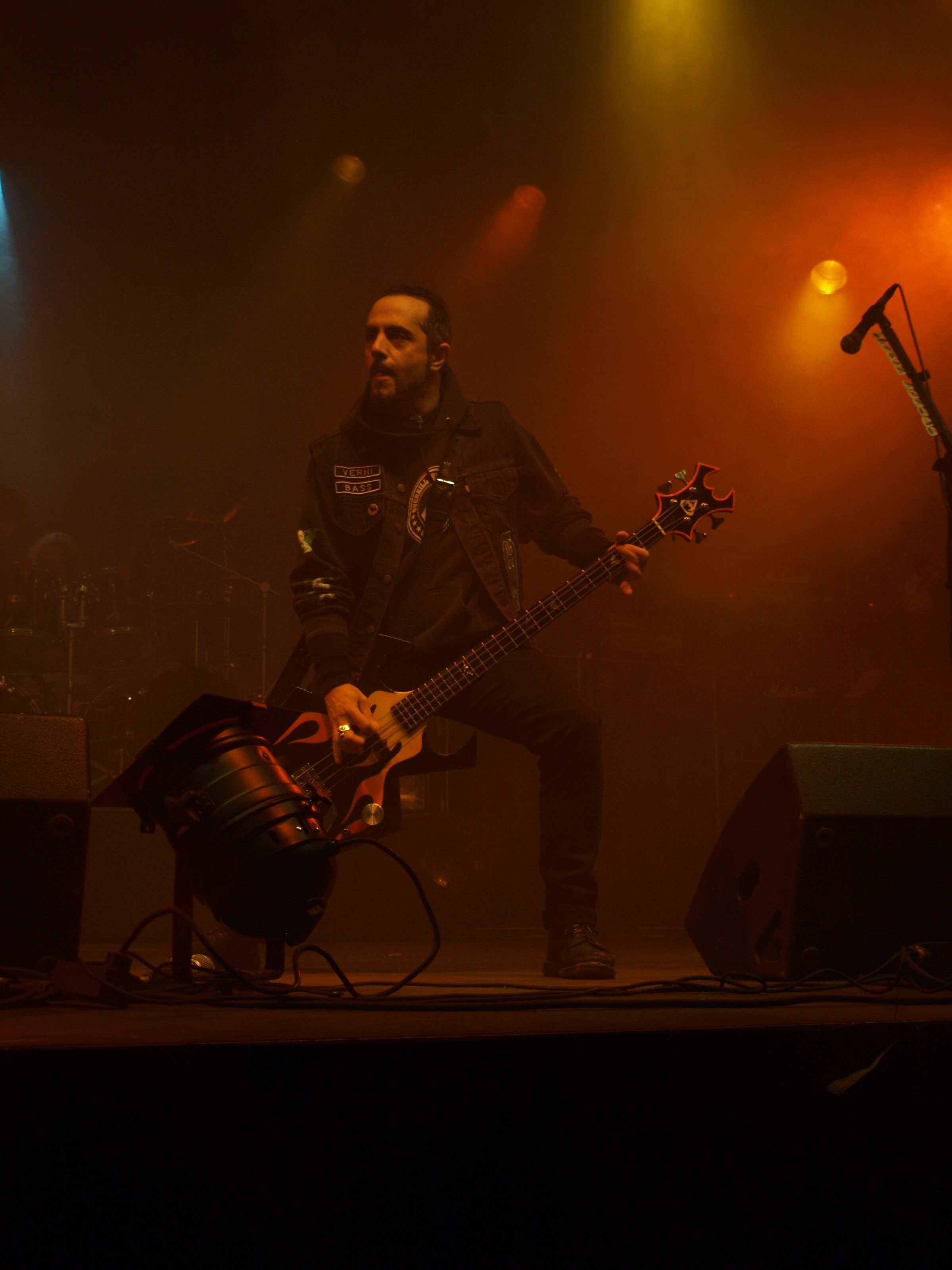
D.D. Verni podczas koncertu na festiwalu Jalometalli w Finlandii 15 sierpnia 2008 roku

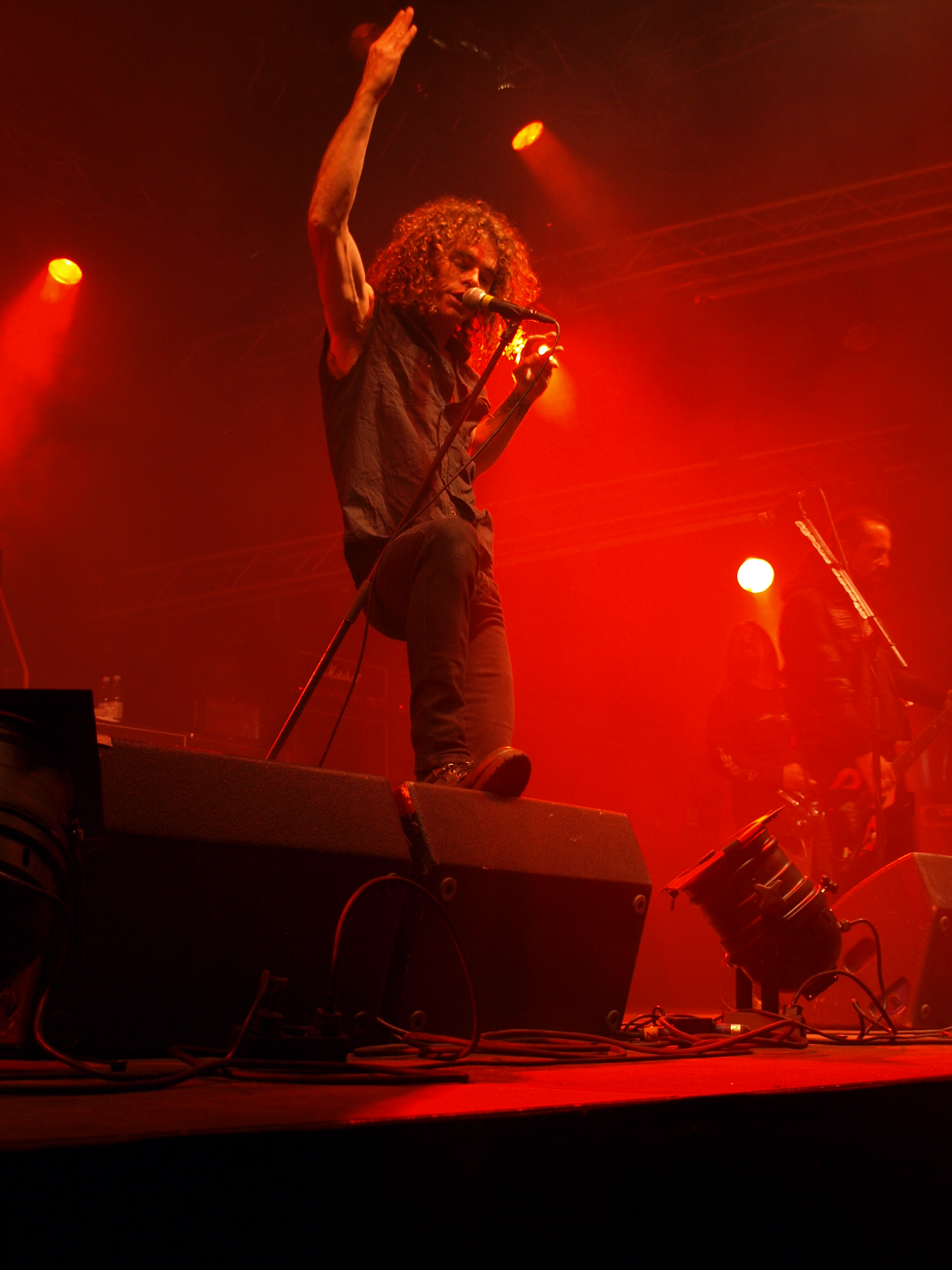
Bobby "Blitz" Ellsworth podczas koncertu na festiwalu Jalometalli w Finlandii 15 sierpnia 2008 roku

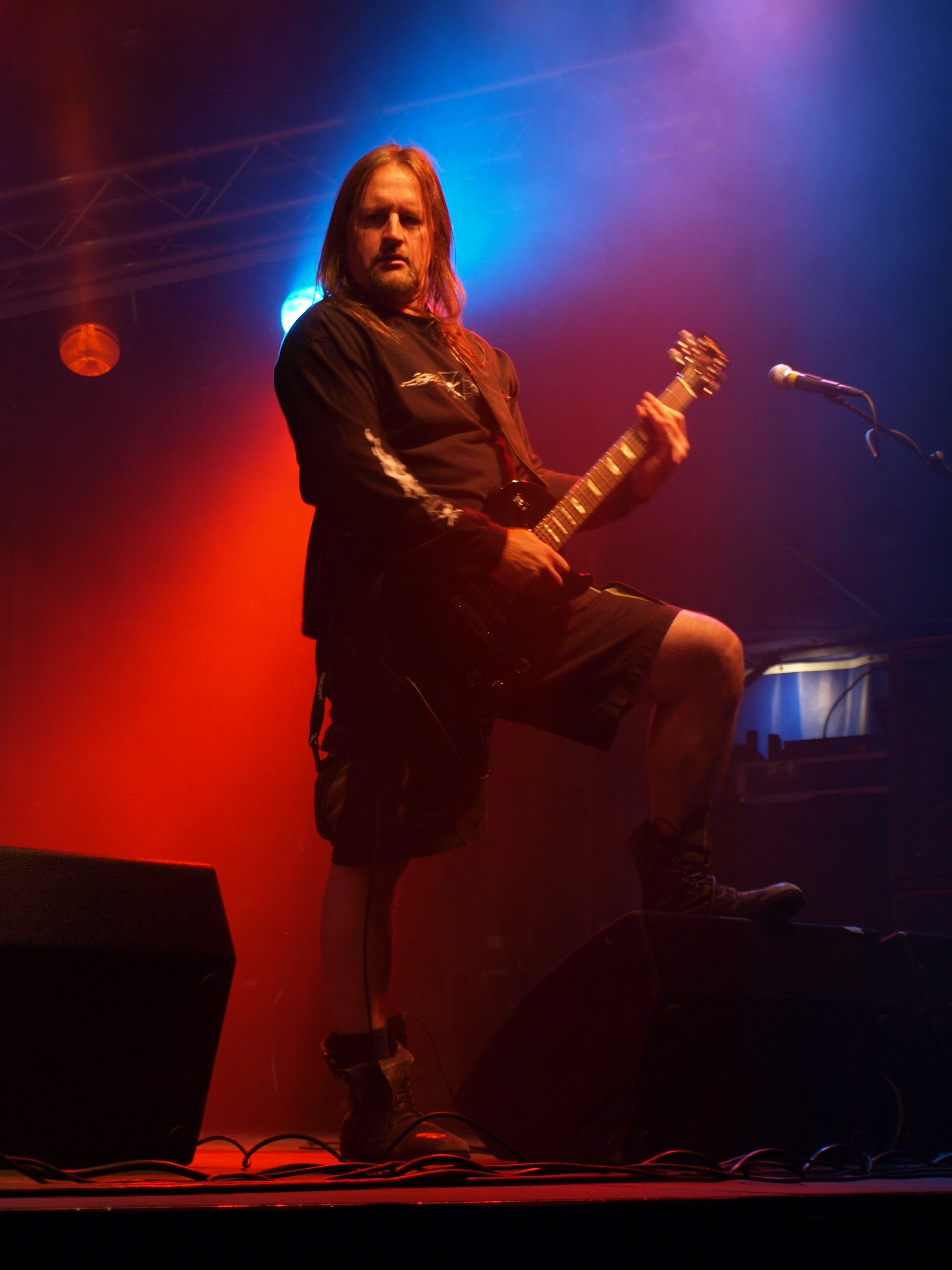
Dave Linsk podczas koncertu na festiwalu Jalometalli w Finlandii 15 sierpnia 2008 roku

### Albumy studyjne
| 1985                           | Feel the Fire - Data: 15 kwietnia 1985 - Wydawca: Megaforce Records                              | –   | –  | –   | –  | –  | –  | –  | –  | —   |
| 1987                           | Taking Over - Data: 1 stycznia 1987 - Wydawca: Atlantic Records                                  | 191 | –  | –   | –  | –  | –  | —  | –  | —   |
| 1988                           | Under the Influence - Data: 5 lipca 1988 - Wydawca: Atlantic Records                             | 142 | –  | –   | –  | –  | –  | –  | –  | —   |
| 1989                           | The Years of Decay - Data: 13 października 1989 - Wydawca: Atlantic Records                      | 155 | –  | –   | –  | –  | –  | –  | –  | —   |
| 1991                           | Horrorscope - Data: 3 września 1991 - Wydawca: Atlantic Records                                  | –   | –  | –   | –  | –  | –  | –  | –  | —   |
| 1993                           | I Hear Black - Data: 9 marca 1993 - Wydawca: Atlantic Records                                    | 122 | –  | –   | –  | –  | –  | –  | –  | —   |
| 1994                           | W.F.O. - Data: 15 lipca 1994 - Wydawca: Atlantic Records                                         | –   | –  | –   | –  | –  | –  | 93 | –  | —   |
| 1996                           | The Killing Kind - Data: 5 marca 1996 - Wydawca: Edel Records                                    | –   | –  | –   | –  | –  | –  | 60 | –  | —   |
| 1997                           | From the Underground and Below - Data: 30 września 1997 - Wydawca: Steamhammer Records, SPV GmbH | –   | –  | –   | –  | –  | –  | 80 | –  | —   |
| 1999                           | Necroshine - Data: 23 lutego 1999 - Wydawca: Steamhammer Records, SPV GmbH                       | –   | –  | –   | –  | –  | –  | 82 | –  | —   |
| 2000                           | Bloodletting - Data: 24 października 2000 - Wydawca: Steamhammer Records, SPV GmbH               | –   | –  | –   | –  | –  | –  | –  | –  |     |
| 2003                           | Killbox 13 - Data: 25 marca 2003 - Wydawca: Spitfire Records                                     | –   | 31 | –   | –  | –  | –  | 93 | –  | 259 |
| 2005                           | ReliXIV - Data: 22 marca 2005 - Wydawca: Spitfire Records, Regain Records                        | –   | –  | –   | –  | –  | –  | –  | –  | 240 |
| 2007                           | Immortalis - Data: 9 października 2007 - Wydawca: Bodog Music                                    | –   | 33 | –   | –  | –  | –  | –  | –  | —   |
| 2010                           | Ironbound - Data: 29 stycznia 2010 - Wydawca: E1 Music, Nuclear Blast                            | 192 | 24 | 198 | 61 | 77 | 23 | 31 | –  | 152 |
| 2012                           | The Electric Age - Data: 27 marca 2012 - Wydawca: E1 Music, Nuclear Blast                        | 77  | 13 | 155 | 73 | 73 | –  | 34 | 41 | 89  |
| 2014                           | White Devil Armory - Data: 18 lipca 2014 - Wydawca: E1 Music, Nuclear Blast                      | 31  | –  | –   | 53 | 31 | –  | 20 | –  | 91  |
| 2017                           | The Grinding Wheel - Data: 10 lutego 2017 - Wydawca: E1 Music, Nuclear Blast                     | 69  | –  | –   | 33 | 23 | –  | 10 | –  | 51  |
| 2019                           | The Wings of War - Data: 22 lutego 2019 - Wydawca: E1 Music, Nuclear Blast                       | 158 | 3  | 153 | 23 | 13 | –  | 5  | –  | —   |
| 2023                           | Scorched - Data: 14 kwietnia 2023 - Wydawca: E1 Music, Nuclear Blast                             | -   | 12 | 164 | 29 | 7  | –  | 10 | –  | 64  |
| "—" pozycja nie była notowana. |                                                                                                  |     |    |     |    |    |    |    |    |     |

### Minialbumy
| Rok  | Tytuł                                                                                      |
| ---- | ------------------------------------------------------------------------------------------ |
| 1984 | Overkill - Data: 1984 - Wydawca: Azra, Metal Storm                                         |
| 1987 | !!!Fuck You!!! - Data: 1987 - Wydawca: Atlantic Records                                    |
| 1992 | Live to the Core - Data: 1992 - Wydawca: Atlantic Records                                  |
| 2000 | 3 Pints From the Album Bloodletting... - Data: 2000 - Wydawca: Metal-Is, Sanctuary Records |

### Albumy koncertowe
| Rok  | Tytuł                                                               |
| ---- | ------------------------------------------------------------------- |
| 1995 | Wrecking Your Neck Live - Data: 1995 - Wydawca: CMC International   |
| 2002 | Wrecking Everything - Live - Data: 2002 - Wydawca: Spitfire Records |
| 2002 | Extended Versions - Data: 2002 - Wydawca: BMG                       |

### Kompilacje
| Rok  | Tytuł                                                                       |
| ---- | --------------------------------------------------------------------------- |
| 1992 | Rotten to the Core - Data: 1992 - Wydawca: Megaforce Records                |
| 1996 | !!!Fuck You!!! and Then Some - Data: 1996 - Wydawca: Megaforce Records      |
| 2002 | Hello from the Gutter - Data: 2002 - Wydawca: Steamhammer Records, SPV GmbH |
| 2002 | Then and Now - Data: 2 października 2002 - Wydawca: Sanctuary Records       |
| 2005 | Devil by the Tail - Data: 17 listopada 2005 - Wydawca: Membran Ambitions    |

### Inne
| Rok  | Tytuł                                                                                                 | Uwagi                           |
| ---- | --- | ------------------------------- |
| 1983 | Power in Black - Data: 1983 - Wydawca:                                                                | - demo                          |
| 1996 | A Tribute to Judas Priest: Legends of Metal - Data: 23 września 1996 - Wydawca: Century Media Records | - kompilacja różnych wykonawców |
| 1999 | Coverkill - Data: 26 października 1999 - Wydawca: CMC International                                   | - cover album                   |

## Wideografia

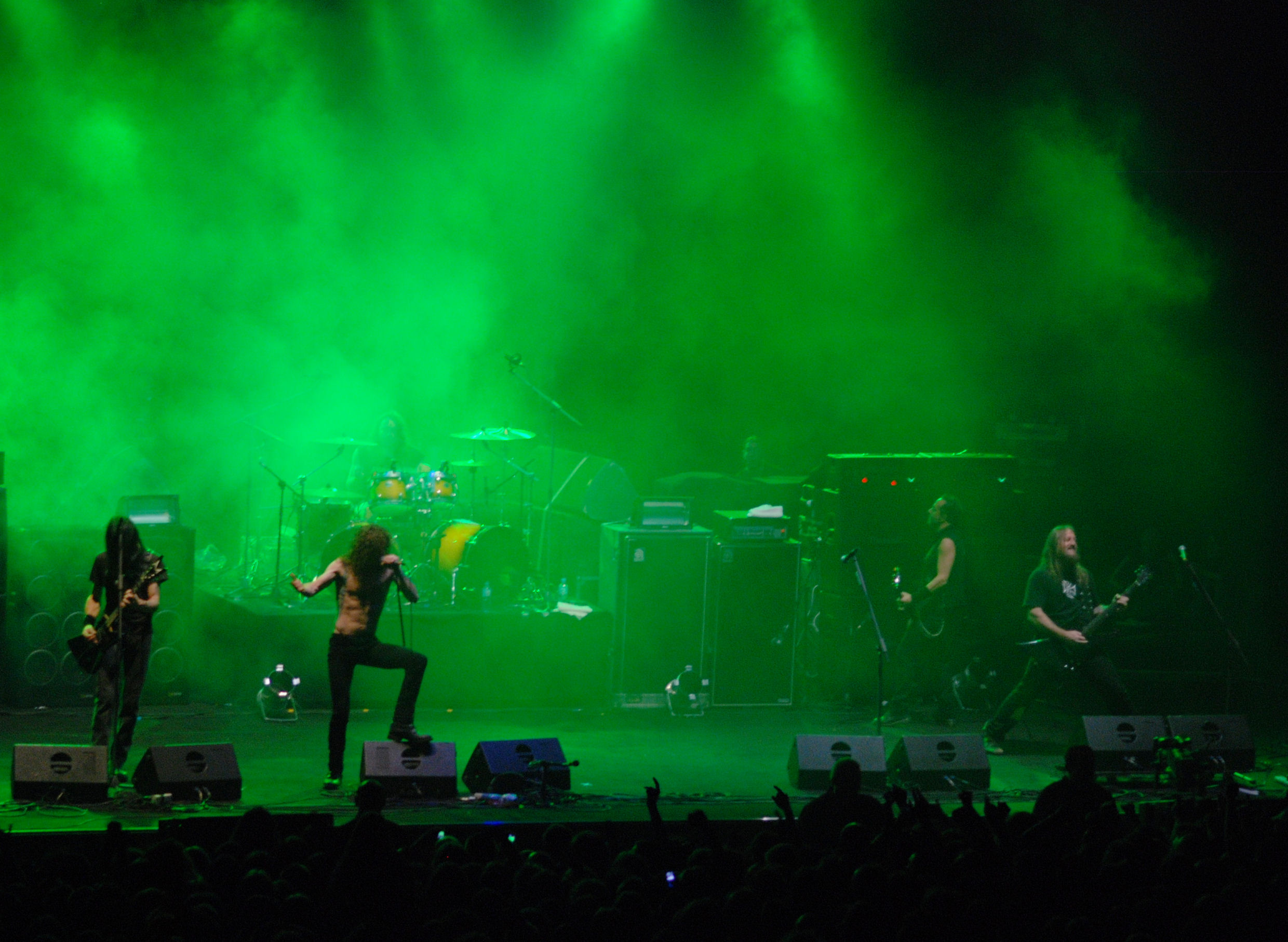
Overkill podczas koncertu na festiwalu Metalmania w katowickim Spodku 8 marca 2008 roku

| Rok  | Tytuł                                                                     | Uwagi                                     |
| ---- | ------------------------------------------------------------------------- | ----------------------------------------- |
| 1986 | US Speed Metal Attack - Data: 1986 - Wydawca: Metal Hammer                | - VHS, DVD - Split z Anthrax, Agent Steel |
| 1991 | Videoscope - Data: listopad 1991 - Wydawca: Atalntic Records              | - VHS                                     |
| 2002 | Wrecking Everything - Live - Data: 2002 - Wydawca: Spitfire Records       | - DVD                                     |
| 2008 | Live at Wacken Open Air 2007 - Data: 5 lutego 2008 - Wydawca: Bodog Music | - DVD                                     |

## Teledyski

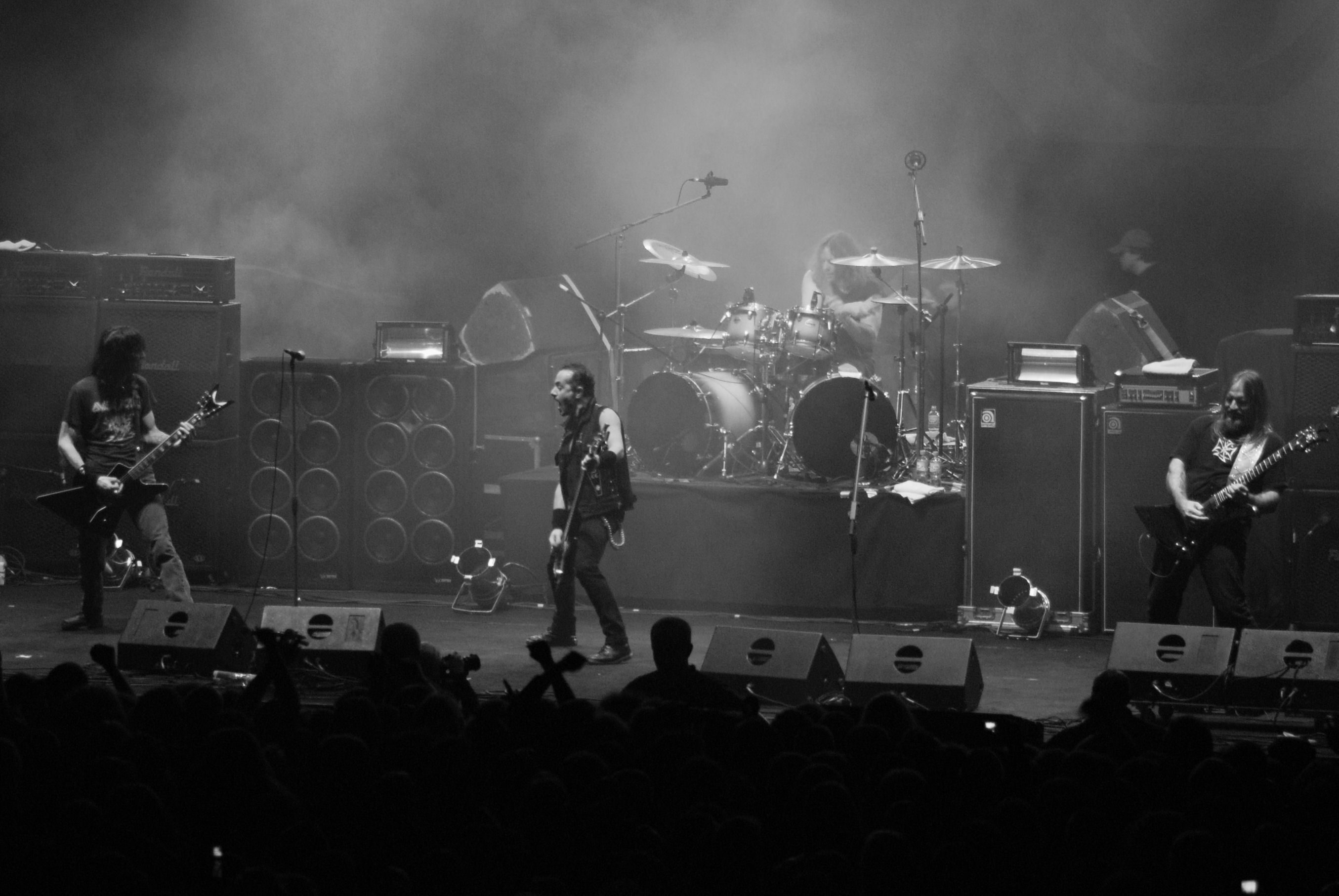
Overkill podczas koncertu na festiwalu Metalmania w katowickim Spodku 8 marca 2008 roku

| Rok  | Tytuł                   | Reżyseria     | Album                          |
| ---- | ----------------------- | ------------- | ------------------------------ |
| 1987 | "In Union We Stand"     | —             | Taking Over                    |
| 1988 | "Hello From The Gutter" | —             | Under The Influence            |
| 1989 | "Elimination"           | —             | The Years Of Decay             |
| 1991 | "Horroscope"            | —             | Horroscope                     |
| 1991 | "Thanx for Nothin"      | —             | Horroscope                     |
| 1993 | "Spiritual Void"        | Simeon Soffer | I Hear Black                   |
| 1994 | "Fast Junkie"           | —             | W.F.O.                         |
| 1995 | "Bastard Nation"        | —             | Wrecking Your Neck             |
| 1997 | "Long Time Dyin'"       | —             | From the Underground and Below |
| 2007 | "Skull And Bones"       | Kevin Custer  | Immortalis                     |
| 2010 | "Bring Me The Night"    | Kevin Custer  | Ironbound                      |
| 2012 | "Electric Rattlesnake"  | Kevin Custer  | The Electric Age               |